# Sari van Veenendaal
Sari van Veenendaal, född den 3 april 1990 i Nieuwegein, är en nederländsk fotbollsspelare (målvakt) som spelar för PSV Eindhoven. Tidigare har hon även spelat för FC Utrecht, FC Twente, Arsenal och Atlético Madrid.

## Klubbkarriär
Med FC Twente har van Veenendaal vunnit den nederländska ligan vid ett tillfälle (säsongen 2010/2011) samt den kombinerade belgisk/nederländska ligan, som existerade under några år, vid två tillfällen (2012/2013 och 2013/2014). Med Arsenal har hon vid ett tillfälle vunnit FA-cupen.

## Landslagskarriär
Sari van Veenendaal representerade det nederländska damlandslaget i Europamästerskapet på hemmaplan år 2017. Laget vann turneringen och van Veenendaal vaktade lagets mål i samtliga sex matcher. Hon var också en del av truppen som spelade i världsmästerskapet i Kanada år 2015, men spelade enbart matchen mot Kina.